# Sabiren
Die Sabiren waren ein spätantikes Volk, das in der Kaspischen Senke vor der Ankunft der Awaren siedelte. Sie waren vermutlich türkischer Herkunft, wobei sich ihr Name vielleicht von sap („zu wandern“) ableitet und wohl in Beziehung zum Toponym Sibirien steht. In den Quellen werden sie oft im Zusammenhang mit den Hunnen erwähnt.
In der nördlichen Schwarzmeerregion siedelten um 500 Sabiren, Saraguren und Onoguren. Die Sabiren waren aus dem Osten kommend auf das Gebiet der Onoguren und der anderen Stämme vorgestoßen, anscheinend weil sie dem Druck der Rouran (oder der Awaren) weichen mussten. Diese Bewegungen fanden in der zweiten Hälfte des 5. Jahrhunderts (um 463) statt und wurden vom oströmischen Geschichtsschreiber Priskos festgehalten. 
Die Sabiren waren teils mit den persischen Sassaniden, öfter jedoch mit den Oströmern verbündet. In der Mitte des 6. Jahrhunderts lebten die Sabiren vermutlich nördlich des Kaukasus, wohin sie vor den Awaren geflohen waren. Sie waren in den Jahren 515 und 548 in Armenien eingefallen. Ihr Reich erstreckte sich zu dieser Zeit wohl auf Gebiete  zwischen dem Kaspischen Meer und Kuban bis zu den Kolchern und bis in die Nähe des Darialpasses. Die Awaren selbst zogen um das Jahr 552 aus ihrer Heimat in Richtung Westen, wo sie zunächst durch den Kaukasus kamen und dann auf die Sabiren am Schwarzen Meer stießen. Die Sabiren wurden geschlagen, wobei sich der oströmische Kaiser Justinian I. mit den Awaren verbündete; allerdings existierte das sabirische Restreich im Kaukasus noch einige Jahre weiter. Die Sabiren verschwanden anschließend aus den oströmischen Geschichtsaufzeichnungen. In armenischen und arabischen Quellen werden jedoch Sevordik und Savardija erwähnt, die mit den Sabiren identisch sein dürften. Vermutlich gingen ihre Reste im Reich der Chasaren auf.